# خوان سيباستيان فيرون

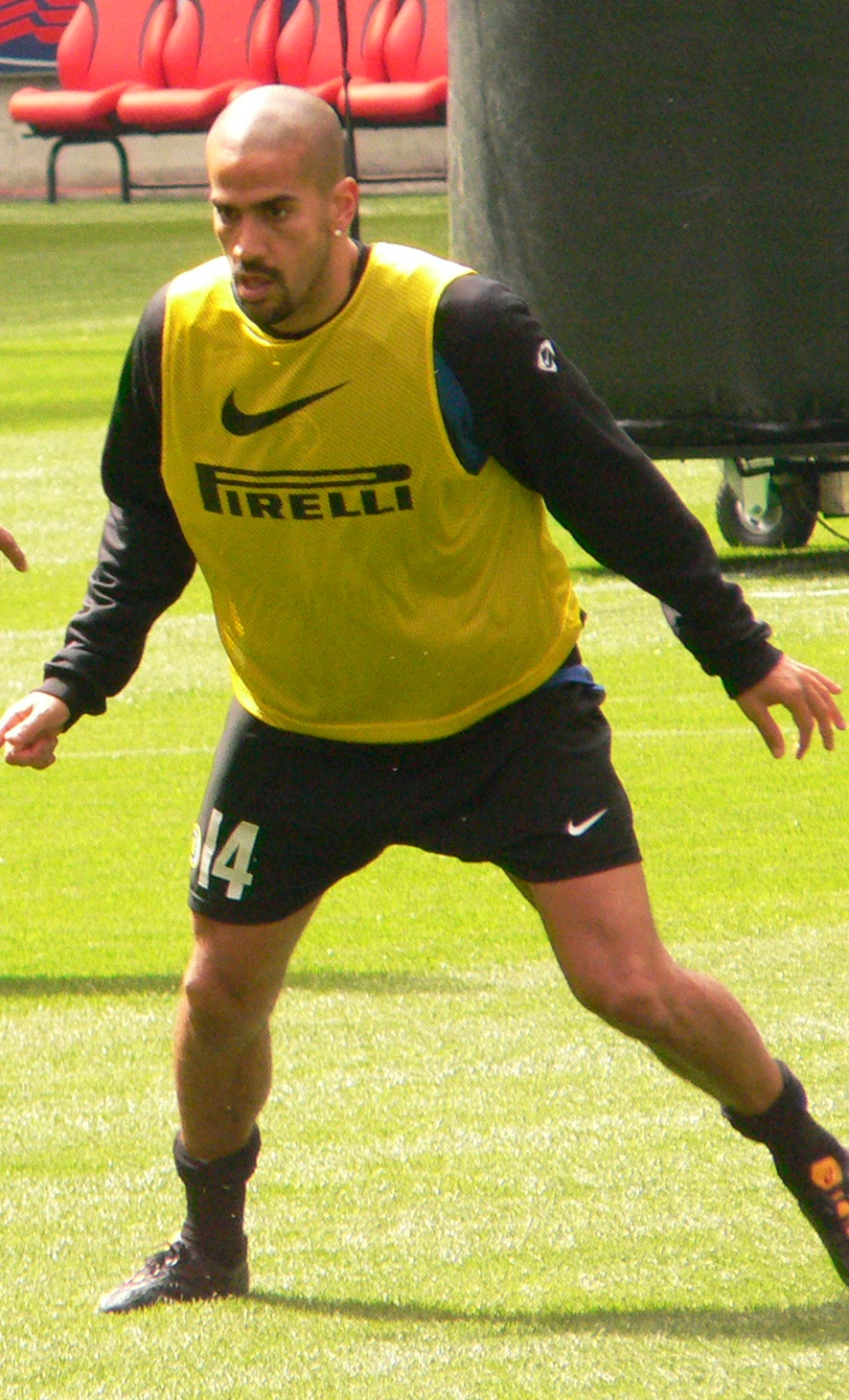
خوان سبيستيان فيرون

خوان سيباستيان فيرون (بالإسبانية: Juan Sebastián Verón)‏ من مواليد (9 مارس 1975) في لا بلاتا في الأرجنتين، لاعب كرة قدم أرجنتيني سابق، ويشغل حالياً منصب رئيس نادي إستوديانتس لا بلاتا، وكان يُلقب بـ"الساحر الصغير" (بالإسبانية: La Brujita)‏ على غرار والده خوان رامون فيرون الذي لُقب بـ"الساحر" (بالإسبانية: La Bruja)‏، والذي كان بدوره لاعباً لإستوديانتس لا بلاتا وفاز معه بكوبا ليبرتادوريس 3 مرات، وبلقب كأس الإنتركونتيننتال 1968 بهدفه الأسطوري في مرمى مانشستر يونايتد الإنجليزي.
وقد لعب سابقاً مع بارما ولاتسيو ومانشستر يونايتد وتشيلسي وإنتر ميلان وبوكا جونيورز، وقد اختاره بيليه ضمن قائمة أفضل 125 لاعب على قيد الحياة. كما لعب في ثلاث بطولات لكأس العالم وله عدد مباريات مع المنتخب 58 مباراة.

## البداية
بدأ فيرون مسيرته الكروية في موسم 1994/1995 مع نادي إستوديانتس لا بلاتا، وشارك معهم في 60 مباراة وسجل 7 أهداف، وفي عام 1996 انتقل إلى نادي بوكا جونيورز، ولعب معهم 17 مباراة وسجل 3 أهداف، وفي عام 1996 انتقل إلى نادي سامبدوريا الإيطالي، ولعب معهم لمدة سنتين، وشارك خلالهما في 61 مباراة وسجل 14 هدف، وفي موسم 1998/1999 انتقل إلى نادي بارما الإيطالي، ولعب معهم 26 مباراة وسجل هدف واحد.
و في عام 1999 انتقل إلى لاتسيو الإيطالي، ولعب معهم لمدة سنتين، شارك خلالهما في 53 مباراة وسجل 11 هدفاً، وفي عام 2001 انتقل إلى مانشستر يونايتد الإنجليزي، ولعب معهم لمدة سنتين، وشارك خلالهما في 51 مباراة وسجل 7 أهداف، وبعدها انتقل إلى تشيلسي الإنجليزي ولعب معهم 7 مباريات وسجل هدف واحد، وأعير في عام 2004 انتقل نادي إنتر ميلان الإيطالي، ولعب معهم 49 مباراة وسجل 3 أهداف، واختتم مشواره مع ناديه الأول إستوديانتس لا بلاتا.

## المنتخب
و قد لعب فيرون مع منتخب الأرجنتين لكرة القدم 58 مباراة وسجل 9 أهداف، وقد شارك في كأس العالم لكرة القدم 1998 وكأس العالم لكرة القدم 2002 وكأس العالم لكرة القدم 2010.

## روابط خارجية
- خوان سيباستيان فيرون على موقع الاتحاد الدولي (مؤرشف)  (الإنجليزية)
- خوان سيباستيان فيرون على موقع الاتحاد الأوربي (الإنجليزية)
- خوان سيباستيان فيرون على موقع قاعدة بيانات كرة القدم.إي يو (الإنجليزية)
- خوان سيباستيان فيرون على موقع ليكيب (الفرنسية)
- خوان سيباستيان فيرون على موقع ناشيونال فوتبول تيمز (الإنجليزية)
- خوان سيباستيان فيرون على موقع Soccerbase.com (لاعب) (الإنجليزية)
- خوان سيباستيان فيرون على موقع Soccerway.com (الإنجليزية)
- خوان سيباستيان فيرون على موقع عالم كرة القدم.نت (الإنجليزية)
- خوان سيباستيان فيرون على موقع كووورة
- خوان سيباستيان فيرون على موقع أوليمبيديا (الإنجليزية)